# Atletismo nos Jogos Olímpicos Intercalados de 1906

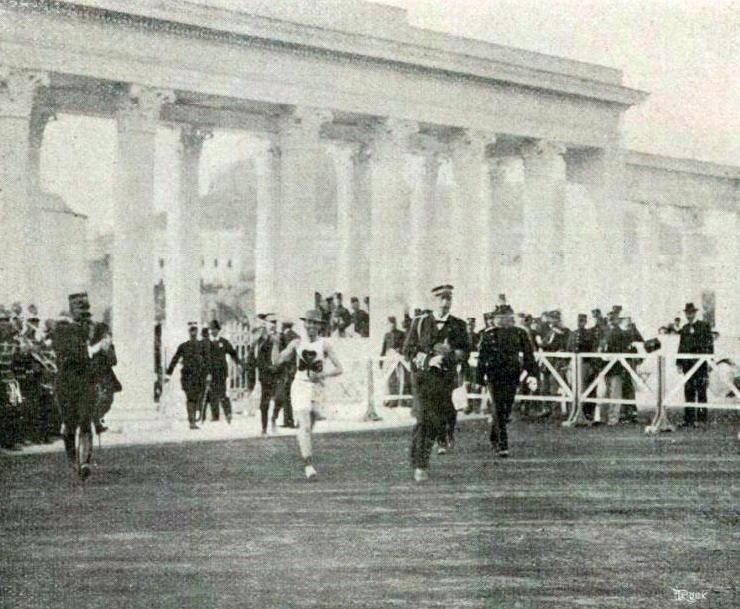
Parte final da maratona nos Jogos Olímpicos Intercalados de 1906.

Nos Jogos Olímpicos Intercalados de 1906 em Atenas, 21 eventos do atletismo foram realizados, todos masculinos. Denominados Jogos Intercalados, a edição de 1906 não é considerada oficial pelo Comitê Olímpico Internacional.

## Medalhistas
Masculino
| Evento                            | Ouro                           | Prata                                                                                                | Bronze                                                       |
| --------------------------------- | ------------------------------ | --- | ------------------------------------------------------------ |
| 100 metros                        | Archie Hahn Estados Unidos     | Fay Moulton Estados Unidos                                                                           | Nigel Barker · Austrália                                     |
| 400 metros                        | Paul Pilgrim Estados Unidos    | Wyndham Halswelle Grã-Bretanha                                                                       | Nigel Barker Estados Unidos                                  |
| 800 metros                        | Paul Pilgrim Estados Unidos    | Jim Lightbody Estados Unidos                                                                         | Wyndham Halswelle Grã-Bretanha                               |
| 1500 metros                       | Jim Lightbody Estados Unidos   | John McGough Grã-Bretanha                                                                            | Kristian Hellström · Suécia                                  |
| 110m com barreiras                | Robert Leavitt Estados Unidos  | Alfred Healey Grã-Bretanha                                                                           | Vincent Duncker Alemanha                                     |
| 5 milhas                          | Henry Hawtrey Grã-Bretanha     | Johan Svanberg · Suécia                                                                              | Edward Dahl · Suécia                                         |
| Maratona                          | Billy Sherring Canadá          | Johan Svanberg · Suécia                                                                              | William Frank Estados Unidos                                 |
| Marcha atlética 1500 metros       | George Bonhag Estados Unidos   | Donald Linden Canadá                                                                                 | Konstantin Spetsiotis Grécia                                 |
| Marcha atlética 3000 metros       | György Sztantics Hungria       | Hermann Müller Alemanha                                                                              | Georgios Saridakis Grécia                                    |
| Salto em altura                   | Cornelius Leahy Grã-Bretanha   | Lajos Gönczy Hungria                                                                                 | Themistoklis Diakidis Grécia Herbert Kerrigan Estados Unidos |
| Salto com vara                    | Fernand Gonder · França        | Bruno Söderström · Suécia                                                                            | Edward Glover Estados Unidos                                 |
| Salto em distância                | Myer Prinstein Estados Unidos  | Peter O'Connor Grã-Bretanha                                                                          | Hugo Friend Estados Unidos                                   |
| Salto triplo                      | Peter O'Connor Grã-Bretanha    | Cornelius Leahy Grã-Bretanha                                                                         | Thomas Cronan Estados Unidos                                 |
| Salto em altura sem impulsão      | Ray Ewry Estados Unidos        | Léon Dupont · Bélgica · Lawson Robertson · USA Estados Unidos · Martin Sheridan · USA Estados Unidos | nenhum                                                       |
| Salto em distância sem impulsão   | Ray Ewry Estados Unidos        | Martin Sheridan Estados Unidos                                                                       | Lawson Robertson Estados Unidos                              |
| Arremesso de peso                 | Martin Sheridan Estados Unidos | Mihály Dávid Hungria                                                                                 | Eric Lemming · Suécia                                        |
| Arremesso de disco                | Martin Sheridan Estados Unidos | Nikolaos Georgantas Grécia                                                                           | Verner Järvinen Finlândia                                    |
| Arremesso de disco, estilo antigo | Verner Järvinen Finlândia      | Nikolaos Georgantas Grécia                                                                           | István Mudin Hungria                                         |
| Lançamento de dardo               | Eric Lemming · Suécia          | Knut Lindberg · Suécia                                                                               | Bruno Söderström · Suécia                                    |
| Arremesso de pedra (6,4 kg)       | Nikolaos Georgantas Grécia     | Martin Sheridan Estados Unidos                                                                       | Michalis Dorizas Grécia                                      |
| Pentatlo[a]                       | Hjalmer Mellander · Suécia     | István Mudin Hungria                                                                                 | Eric Lemming · Suécia                                        |

## Quadro de medalhas

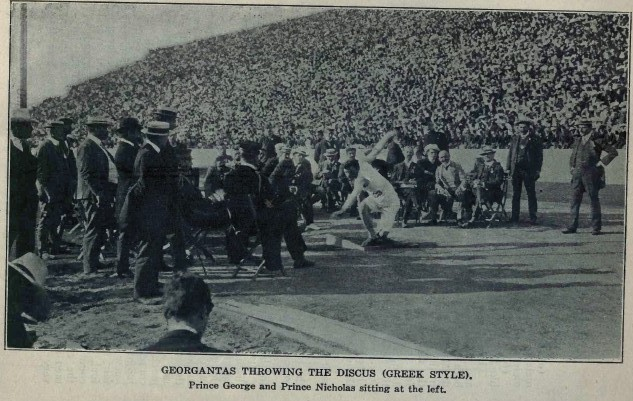
Nikolaos Georgantas durante a prova de arremesso de disco.

| Ordem | País           | Medalha de ouro | Medalha de prata | Medalha de bronze | Total |
| ----- | -------------- | --------------- | ---------------- | ----------------- | ----- |
| 1     | Estados Unidos | 11              | 6                | 6                 | 23    |
| 2     | Grã-Bretanha   | 3               | 5                | 1                 | 9     |
| 3     | Suécia         | 2               | 4                | 5                 | 11    |
| 4     | Hungria        | 1               | 3                | 1                 | 5     |
| 5     | Grécia         | 1               | 2                | 4                 | 7     |
| 6     | Canadá         | 1               | 1                | 0                 | 2     |
| 7     | Finlândia      | 1               | 0                | 1                 | 2     |
| 8     | França         | 1               | 0                | 0                 | 1     |
| 9     | Alemanha       | 0               | 1                | 1                 | 2     |
| 10    | Bélgica        | 0               | 1                | 0                 | 1     |
| 11    | Austrália      | 0               | 0                | 2                 | 2     |
|       |                |                 |                  |                   |       |
| Total | Total          | 21              | 23               | 21                | 65    |